# Súng máy Type 67
Súng máy đa dụng kiểu năm 1967 (tiếng Trung: 1967年式通用機槍, 1967 niên thức thông dụng cơ thương), ngắn gọn là Súng máy kiểu 67 (67式機槍, 67 thức cơ thương), hoặc Type 67 trong các tài liệu tiếng Anh), là một loại súng máy đa chức năng sử dụng đạn 7.62 mm thiết kế bởi Giải phóng quân Nhân dân Trung Quốc. Nó có một số điểm tương đồng với súng máy PK của Quân đội Liên Xô, nhưng có nhiều điểm đặc trưng của súng máy đa chức năng phương Tây và Liên Xô những năm đầu thế kỷ 20. Từ năm 1967 (năm kiểu 67 chính thức được sản xuất) đến nay, nó đã có hai mẫu cải tiến mới nhất là kiểu 67-1 và 67-2.

## Lịch sử thiết kế
Type 67 được phát triển để kế thừa Type 53 (SG43) và Type 57 (SGM), đã quá cũ, tốc độ bắn chậm và khó mang theo. Type 67 được phát triển như một bản nâng cấp quân sự cho vũ khí hạng trung vào thời điểm đó và trở thành một trong những súng máy hạng trung chính của Quân đội Giải phóng Nhân dân.
Kể từ khi được giới thiệu vào năm 1967, Kiểu 67 đã trải qua hai lần nâng cấp và cải tiến, các phiên bản mới được gọi là Kiểu 67-1 và Kiểu 67-2.

### Biến thể
- Type 67-1 là một vũ khí có một đầu nòng không có rãnh và một chân đứng gắn vào đầu nòng dưới phía trước. Chân đứng có thể được gỡ bỏ.[2] Làm từ nhựa.[2]
- Loại 67-2: Sử dụng cùng một nòng súng, nhưng nhẹ hơn.[2] Tripod được sử dụng thay cho bipod và được làm bằng thép dập thay cho thép ống.[2] Xạ thủ có thể gắn thêm kính viễn vọng hoặc kính nhìn đêm.[2][2]